# Dolmen de Loubaresse
Le dolmen de Loubaresse est situé à Le Broc dans le département français du Puy-de-Dôme.

## Protection
L'édifice a été découvert dans le dernier quart du XXe siècle et a fait l’objet d’un classement au titre des monuments historiques en 1978.

## Architecture
Le dolmen est encore en partie enfoui dans son tumulus qui mesure environ 12,70 m de large sur 0,82 m de hauteur. La chambre mesure environ 2,60 m de long sur 1,15 m de large et 0,82 m de hauteur. Elle est recouverte d'une grande table de couverture, bombée extérieurement mais lisse intérieurement, de forme ovale (3,30 m de long sur 1,76 m de large et 0,60 m d'épaisseur). Tous les blocs sont en basalte trouvés sur place.